# SV St. Georg 1895
SV St. Georg 1895 is een Duitse sportclub uit de stad Hamburg. De club werd op 3 juni 1895 opgericht als St. Georger FC 1895. In 1900 was de club een van de stichtende clubs van de Duitse voetbalbond. Naast voetbal is de club ook actief in atletiek, basketbal en handbal. De handballers waren in 1966 zelfs medeoprichter van de Handbal-Bundesliga.

## Geschiedenis

### Ontstaan tot 1945
De club werd opgericht als St. Georger FC in 1895 door leden van de studentenvereniging Seminarvereinigung Frisch-Auf aan de linkeroever van de rivier Alster. Een jaar later werd aan de rechteroever door dezelfde studentenvereniging FC Hammonia opgericht. Deze club zou slechts enkele jaren bestaan.
De club sloot zich aan bij de Hamburg-Altonaer Fußball-Bund en startte in seizoen 1896/97 in de competitie van die bond. De eerste wedstrijd werd op 4 oktober 1896 met 0-3 verloren van Hamburger FC 1888. Aan het einde van het seizoen stond de club op de voorlaatste plaats. Ook de volgende seizoenen eindigde de club bij de laatsten. Pas in 1901/02 liet de club zich voor het eerst opmerken door derde te worden. Ook de volgende drie seizoenen draaide de club mee in de subtop en belandde dan weer in de middenmoot tot opnieuw een derde plaats bereikt werd in 1909/10. In 1913 voerde de Noord-Duitse voetbalbond de NFV-Liga in, een hoogste klasse voor het hele gebied. Omdat de club in het voorgaande seizoen laatste was geworden kwalificeerde de club zich niet. Het kampioenschap van Hamburg-Altona fungeerde nu als tweede klasse en de club werd vicekampioen. Door het uitbreken van de Eerste Wereldoorlog werd de globale competitie weer opgedoekt en greep men terug naar de vroegere competitie waardoor de club opnieuw in de hoogste klasse speelde.
In 1915/16 werd de club voor het eerst kampioen. Door de perikelen in de oorlog was er geen eindronde meer. Twee jaar later fusioneerde de club om oorlogsredenen met Sperber 98 en werd onder de naam KV St. Georger/Sperber kampioen. Het volgende seizoen werd de club vijfde en de fusie werd ontbonden. In de plaats ging de club nu een fusie aan met HT 16 Hamburg, de oudste nog bestaande sportclub ter wereld. Na een voorlaatste plaats in 1920/21, werd de club het volgende seizoen kampioen en plaatste zich zo voor de Noord-Duitse eindronde. In een groep met zeven clubs werd St. Georg vierde. In 1922 werd de fusie met HT 16 ongedaan gemaakt en de club nam de naam SV St. Georg aan. Tot 1927/28 behaalde de club middenmoot plaatsen. Hierna brak er revolutie uit in Noord-Duitsland. De grote clubs vonden de vele competities van de bond slecht voor hun niveau en ze zetten een eigen competitie op met tien clubs, St. Georg werd negende. De bond gaf wel gehoor aan de rebellerende clubs en de elf competities werden vervangen door zes competities. Een aantal clubs moest dus degraderen en er werd gekeken naar de resultaten van 1928, waarin St. Georg zesde op negen clubs was geworden en enkel de eerste vijf kwalificeerden zich. Na één jaar afwezigheid promoveerde de club weer naar de elite. De volgende drie seizoenen eindigde de club telkens achtste op tien clubs.
In 1933 werd de competitie grondig geherstructureerd. De regionale voetbalbonden werden door de Nationaalsocialistische Duitse Arbeiderspartij ontbonden en er kwamen zestien competities voor het hele Duitse Rijk. St. Georg kwalificeerde zich niet voor de Gauliga Nordmark. In 1939 ging de club opnieuw een fusie aan met Sperber 98 en promoveerde naar de Gauliga. Na twee seizoenen degradeerde de club weer. De afwezigheid werd tot één jaar beperkt en door verdere opsplitsing van de Gauliga belandde de club in 1942 in de Gauliga Hamburg, waar de club tot aan het einde van de oorlog speelde. In het laatste seizoen trad de club onder de naam KSG Alsterdorf aan na een nieuwe fusie met Post SG Hamburg en HSV Barmbek-Uhlenhorst.

### Na 1945
Na de oorlog werd de club opnieuw zelfstandig en belandde voor het eerst in zijn bestaan in de derde klasse. In juni 1946 sloot TS Blau-Weiß 1923 Hamburg zich bij de club aan. De club promoveerde meteen naar de tweede klasse, maar door de invoering van de Oberliga Nord als hoogste klasse in 1947 belandde de club opnieuw in de derde klasse. De club slaagde er niet meer in om terug te keren naar de hoogste klasse. Door de invoering van de 2. Bundesliga in 1974 belandde de club voor het eerst in de vierde klasse. In 1976 plaatste de club zich voor de eerste ronde van de DFB-Pokal, maar verloor meteen van Bundesligaclub Arminia Bielefeld.
Eind jaren zeventig begon de neerwaartse spiraal en de club verzeilde in de onderste regionen van het Duitse voetbal. In 2000 fusioneerde de voetbalafdeling van de club met de voetbalafdeling van Hamburg-Horner TV 1905 en werd zo FC St. Georg-Horn. Deze club was nooit een zelfstandige club, enkel een vereniging van twee voetbalelftallen van overkoepelende sportclubs. De club nam de plaats van Horner TV in de Bezirksliga (zevende klasse) in. In 2005 promoveerde de club naar de Verbandsliga Hamburg, maar degradeerde weer na één seizoen. De club hield hier een financiële kater aan over en in 2007 werd de fusie ongedaan gemaakt.